# 크리올
크리오요(스페인어: criollo) 또는 크레올(프랑스어: créole) 또는 크리올로(포르투갈어: crioulo) 또는 크리올(영어: creole) 또는 크리올 사람(영어: creole peoples)은 본래 아메리카 식민지 지역에서 태어난 유럽인의 자손들을 부르는 말이었으나, 오늘날에는 보통 유럽계와 현지인의 혼혈을 부르는 말로 쓰인다. 베네수엘라 독립운동의 지도자 시몬 볼리바르는 스페인계 크리올이었다. 언어와 국가에 따라서  crioulo, criollo, créole, kriolu, criol, kreyol, kreol, kriulo, kriol, krio 등 다양한 변종이 있다.

## 어원 및 개요
영어 단어 creole은 프랑스어 créole에서 유래했으며, créole은 포르투갈어 crioulo에서 유래했다. Cria는 "키우다"를 의미하는 criar에서 유래했으며, 이는 라틴어 creare에서 유래했다. creare는 "만들다, 낳다, 생산하다"를 의미하며, 이는 영어 단어 "create"의 어원이기도 하다. 원래는 식민지에서 태어난 유럽 식민지 개척자의 후손을 지칭했다. Creole은 또한 crioulo, criollo, creolo, kriolu, criol, kreyol, kreol, kriol, krio, kriyoyo와 같은 다른 언어의 동족어로 알려져 있다.
"criollo", "crioulo"라는 단어는 "criar"(성장)라는 동사에서 파생되었으며, 본래는 "현지에서 자랐다"는 것을 의미한다. 따라서 백인 뿐만 아니라 흑인도 식민지 태생의 경우에는 "negro criollo"(현지에서 태어난 흑인)로 표현하며, 아프리카 대륙에서 태어난 흑인("negro bozal", "negro africano")과 구별했다. 또한 동식물과 언어, 요리에 대해서도 "그 땅에 태어났다" "토지 관련"이라는 의미에서 "criollo"이라는 형용사가 추가되었음을 확인할 수 있다. 이러한 일반적인 어의 속에서 현지 태생의 백인을 "criollo"라고 일컫는 용법은 탄생했다고 생각되며, 이미 식민지 시대 초기(16세기)에는 이 의미로 사용된 경우가 관찰된다. 곧, 스페인령 아메리카에서는 18세기가 될 무렵에는 "criollo = 아메리카 태생의 백인"라는 관계가 두드러지게 나타났다. 한편, 포르투갈어권인 브라질의 경우 "crioulo"는 "현지에서 태어난 흑인"의 의미로 사용되는 경우가 많다.

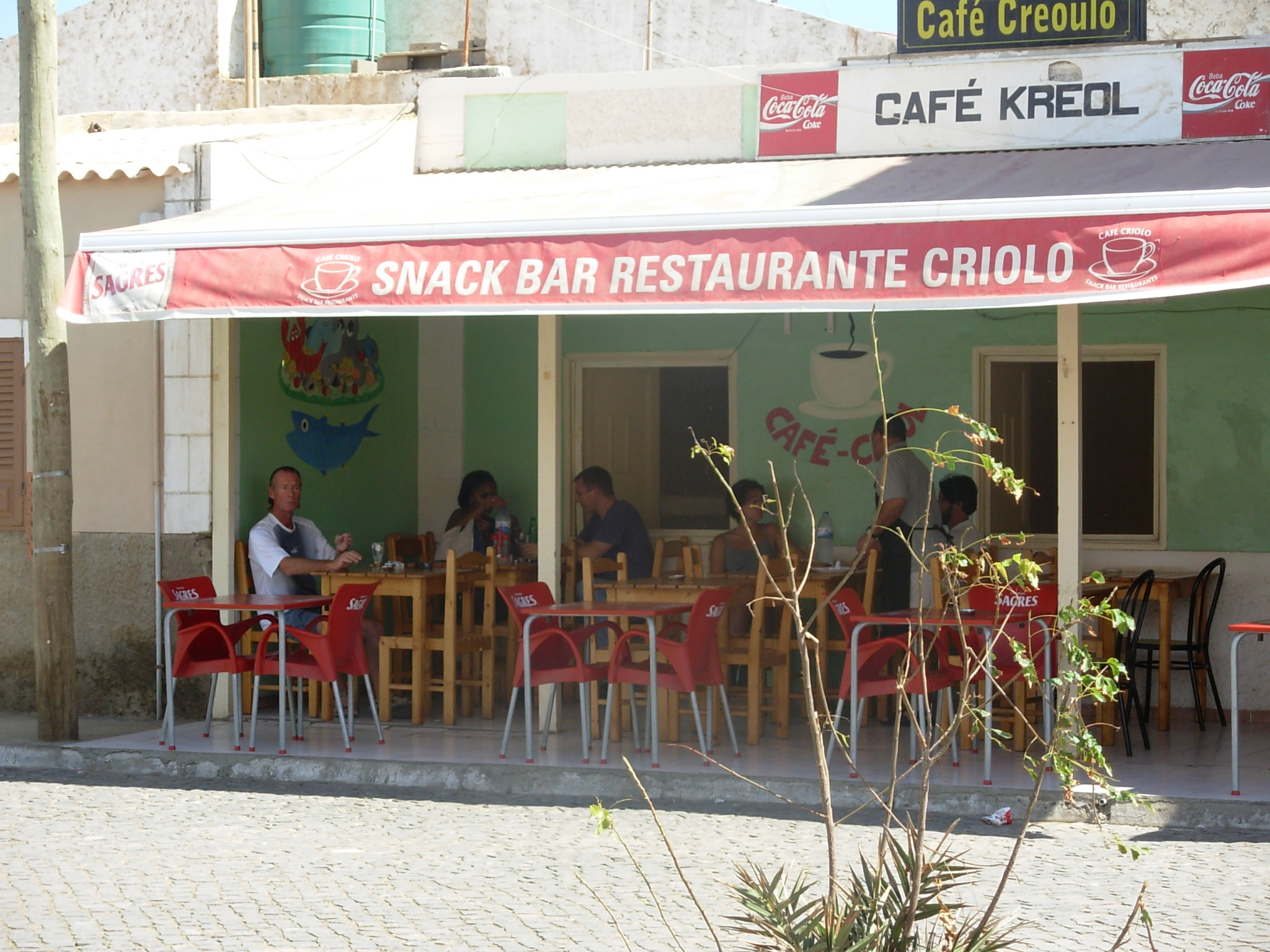
아프리카 서쪽 대서양 국가 카보 베르데의 카페 크레올(Cafe Kreol)에 있는 3개 국어로 쓰인 간판.

### 알래스카

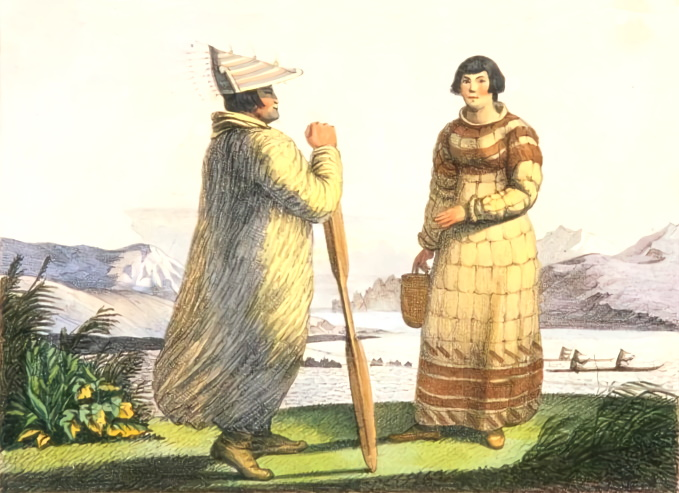
알류샨 열도에서 알래스카 크리올 여성과 함께 있는 알류트족 남성.

### 루이지애나

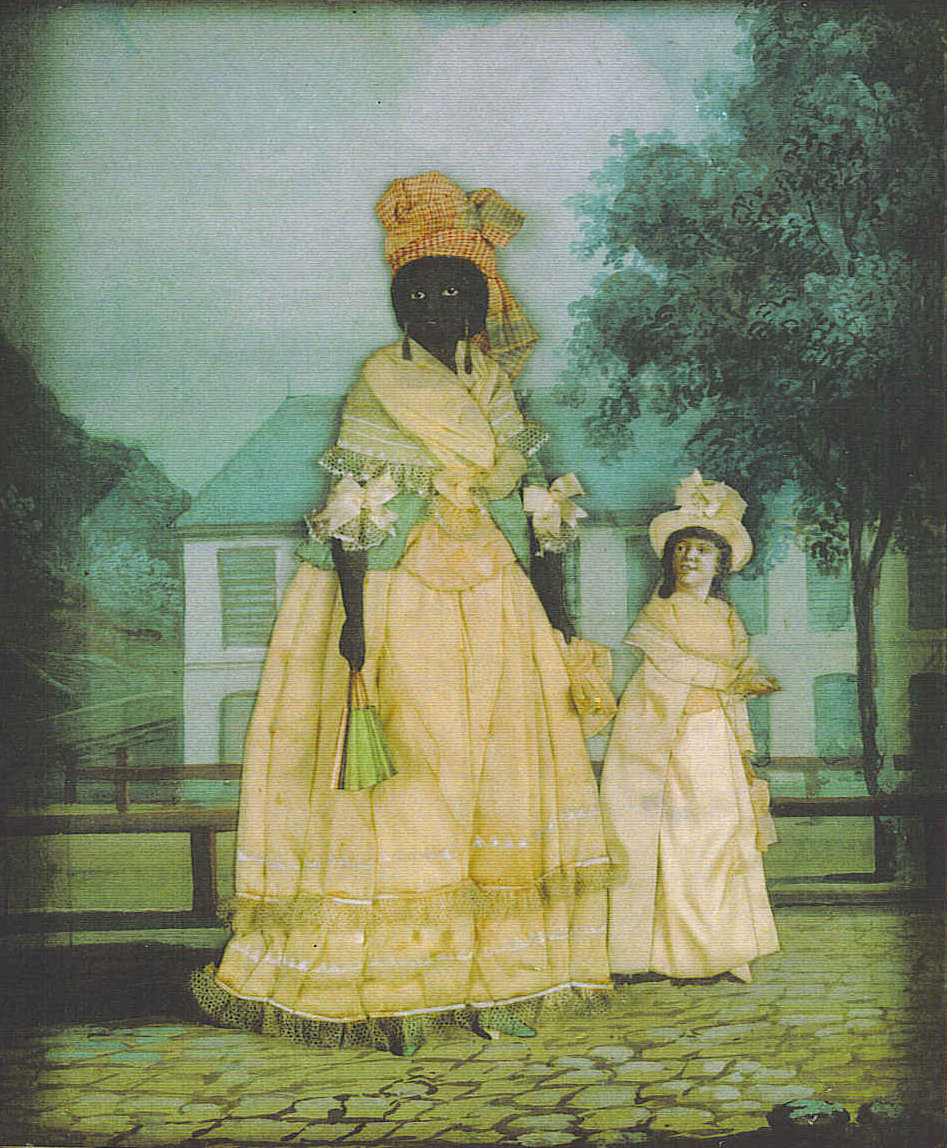
혼혈 딸을 둔 자유 유색인종 여성; 18세기 후반 콜라주 그림, 뉴올리언스

### 텍사스

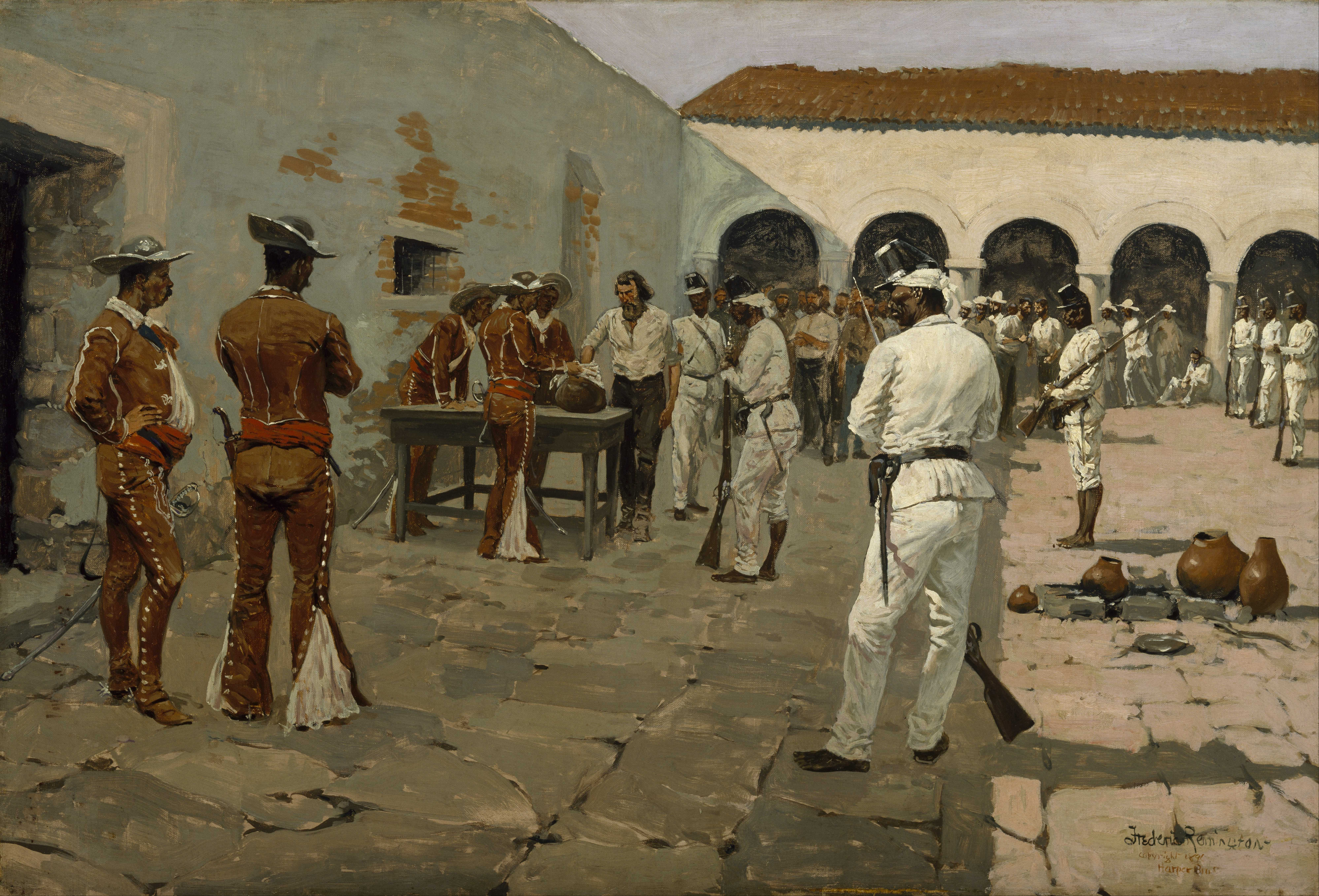
텍사스의 스페인 크리올

### 서부 아프리카

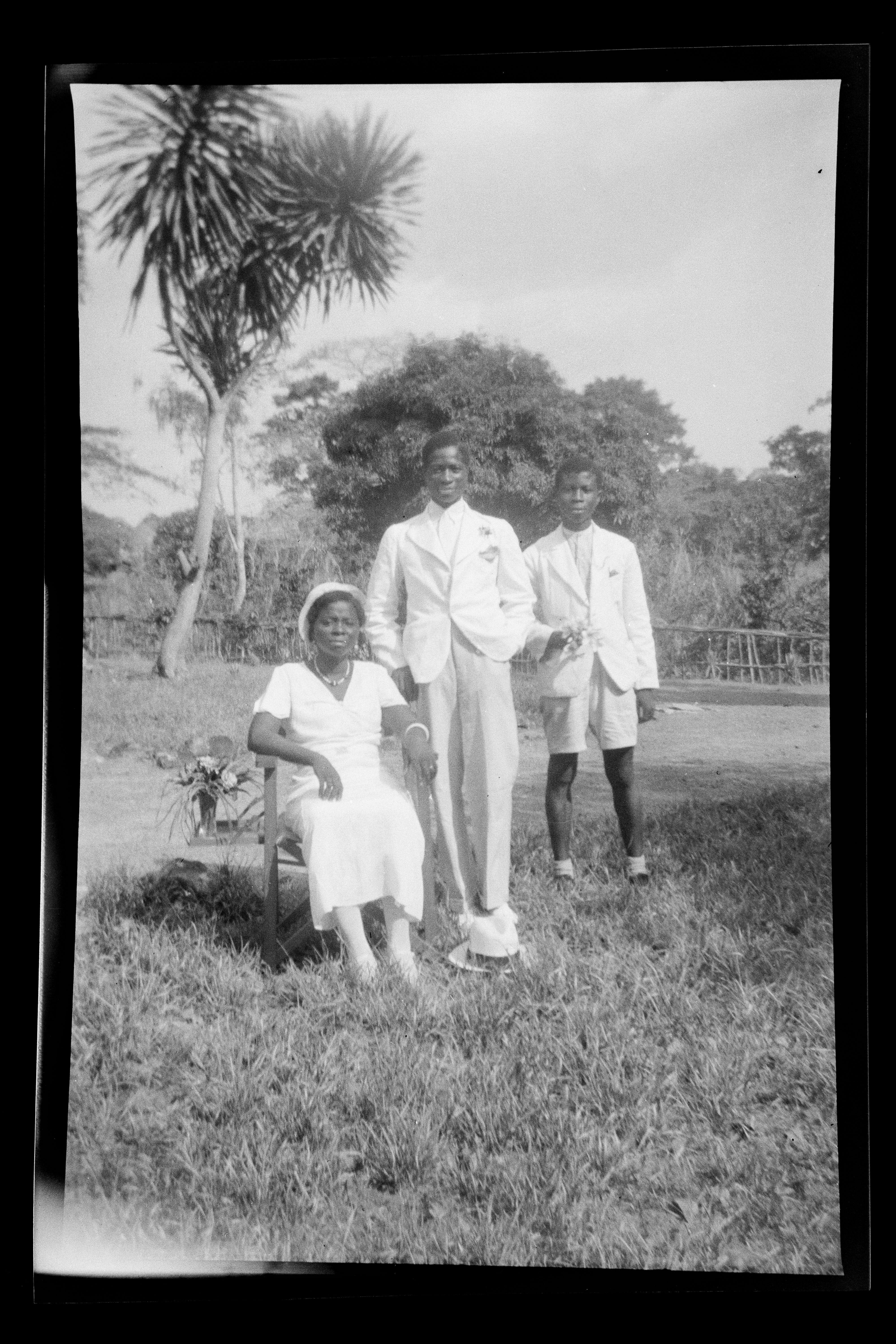
1900년대 초반 시에라 리온의 크리올 가족 초상화.

### 인도양

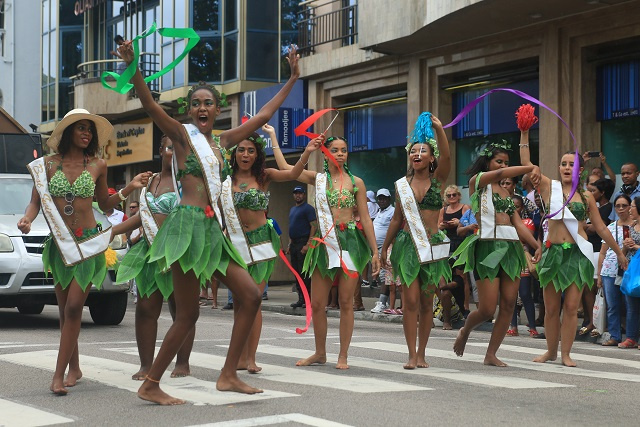
아프리카 동부, 인도양 세이셸의 수도 빅토리아시의 세이셸 크리올 페스티벌에 참석한 여성들이 자신들의 유산을 기념하는 모습이다.

## 구 스페인 식민지

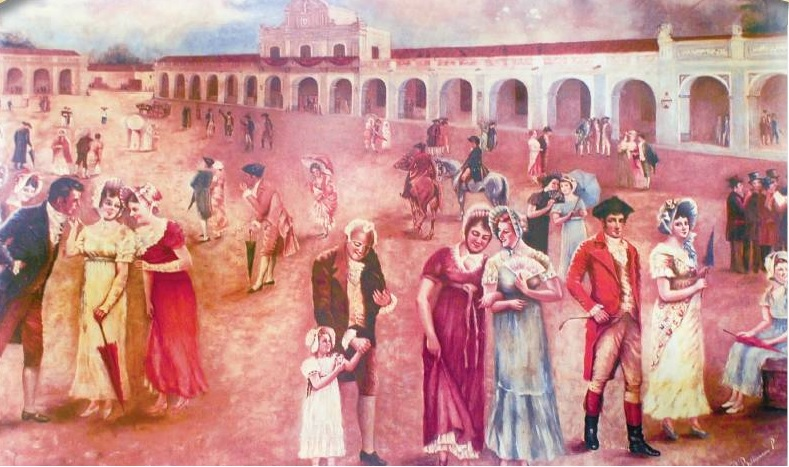
1821년 스페인으로부터 독립을 축하하는 과테말라의 크리오요.

## 사회적 위치
"크리올"의 반대어는 "페닌술라르"(peninsular : 반도인. 이베리아 반도에서 태어난 백인), "에우로페오"(europeo : 유럽) 등의 표현이 해당된다. 그러나 이들은 혼인, 친족, 부모와 자식 등의 관계에 있기 때문에 명확하게 구분되는 두 집단을 구성하고 있는 것은 아니다.
16세기부터 18세기에 걸친 시대에 양자를 포함한 백인이 식민지 사회에서는 지배 집단을 구성하고 있었다. 이들의 지배 하에 흑인과 원주민인 인디언, 인디오 외에도 메스티소(백인과 인디언·인디오와 혼혈), 물라토(흑인과 백인 혼혈), 삼보(흑인과 인디언·인디오와 혼혈) 등의 혼혈 민족이 피지배계층을 형성하고 있었다.
크리올과 페닌술라르 사이에 균열도 존재했는데, 그것이 곧 양자의 대립이 심화되는 원인이되었다. 16세기 중엽 남미 식민지 개척 초기시대부터, 스페인에서는 신대륙에서 태어난 크리올을 위험 인물들로 생각해 주요관직에 배제하고 중용하지 않았다. 사회적으로나 정치적으로 중요한 역할을 하기 어려웠던 크리올들은 능력에 따라 경제적인 부를 획득하더라도 정치적으로는 늘 페닌술라르의 그늘에 가려있었다.
페닌술라르의 우월적인 언동은 때로 크리올의 감정을 자극하여, 크리올로 사이에서 페닌술라르에 대한 반감이 조성되게 되었다. 또한 18세기에 실시된 각종 행정 개혁(부르봉 왕가 개혁)은 본국 왕실의 의도와 명령이 식민지 사회에서 재빨리 시행되길 원했으며, 그 실현에 있어서는 크리올보다는 페닌술라르가 중용되었다. 이러한 정치 영역에서 페닌술라르에게 주어진 특혜는 크리올와 페닌술라르 사이에 정신적 균열을 확대시켰다.
위와 같이 같은 이베리아 사람이면서, 신대륙에서 태어났다는 것만으로 차별을 받은 것은 크리올들이 반도인들과 본국 정부에 반감을 품게 했으며, 이 반감이 독립 운동의 계기 중 하나 되었다.

## 같이 보기
- 크리올 언어
- 크리올 (동음이의)

## 대표적인 크리올 출신
- 시몬 볼리바르 - 남미 독립운동가
- 조제핀 드 보아르네 - 나폴레옹 1세의 첫번째 부인[5]